# Franz Xaver Wolfgang Mozart

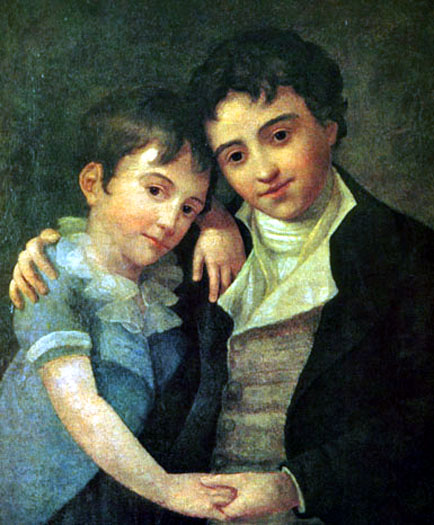
Wolfgang Amadeus és Constanze Mozart két fia: Carl Thomas (jobbra) és Franz Xaver Wolfgang Mozart (balra) (Hans Hansen festménye, Bécs 1800)

Franz Xaver Wolfgang Mozart (Bécs, 1791. július 26. – Karlsbad, 1844. július 29.) osztrák zeneszerző és zongoravirtuóz.

## Élete
Franz Xaver Wolfgang Mozart Constanze Weber és Wolfgang Amadeus Mozart legfiatalabb és Carl Thomas mellett az egyetlen felnőttkort megért gyermeke. Wolfgang Hildesheimer feltevése, amely szerint valójában Franz Xaver Süßmayr törvénytelen fia volt, egybecseng azzal a nem túl hízelgő képpel, amelyben a korabeli irodalom feltüntette Constanzét, csak a fantázia terméke, amit az a tény is cáfol, hogy Franz Xaver Wolfgangnak ugyanolyan, nagyon ritka fülkagyló-rendellenessége volt, amely Wolfgang Amadeusnak is. Franz Xaver Wolfgang Mozartot apjáról, valamint annak tanítványáról és közeli barátjáról, Süßmayrról nevezték el; keresztneve Wolfgang, hivatalos dokumentumokban, autogramokon és művein mégis életében a „W. A. Mozarts Sohn” („W. A. Mozart fia”, illetve „fils” vagy „figlio”) nevet használta, mivel anyja már kisgyermekkorában zenésznek szánta. Emiatt szülővárosában, Bécsben zeneszerzés- és hangszerórákra járatta Johann Nepomuk Hummelhez, Antonio Salierihez, Johann Georg Albrechtsbergerhez és másokhoz. 1808-ban zenetanárként került egy nemescsaládhoz a galíciai Lemberg közelébe. Ezután és egy hasonló szolgálat után Lembergben telepedett le. Pedagógusként és zeneszerzőként dolgozott. Lembergből hosszú európai koncertkörútra ment 1818 és 1820 között, amelyet bécsi tartózkodással kapcsolt össze. 1821-ben tért vissza abba a Lembergbe, amelyhez mindenekelőtt egy férjes arisztokrata hölgyhöz, Josephine Baroni-Cavalcabòhoz fűzött szerelme kötötte. Mint tisztelt zongorista és zenepedagógus 1838-ig Lembergben dolgozott (egyik tanítványa volt Julie Baroni-Cavalcabò zeneszerzőnő, aki Weber von Webenau, majd később de Britto [1813-1887] felesége volt).
Utolsó éveit Bécsben töltötte, ahol többek között az 1851-től Londonban dolgozó zongoristát, Ernst Pauert (1826-1905) tanította. Franz Xaver Wolfgang Mozart egy karlsbadi gyógykúra alatt halt meg 1844-ben, alig több mint ötvenhárom éves korában.
Franz Xaver Wolfgang Mozart műveit mára nagyjából elfeledték. Az elvárásoknak, melyek apját állították elé ideálképként, nem tudott megfelelni, és ahogy egyre idősebb lett, valószínűleg egyre jobban megbánta, hogy ugyanazt a hivatást választotta, mint édesapja.
Bátyjához hasonlóan Franz Xaver Wolfgang Mozart is házastárs és utódok nélkül halt meg, egyetlen szerelme Josephine Baroni-Cavalcabò, született Castiglioni grófnő (1786–1860) volt, tanítványának, Julie-nek az édesanyja. Az elhunyt végakaratának megfelelően Josephine Baroni-Cavalcabò lett a salzburgi Mozart-tulajdonok örököse.
Mozart utódainak egyenes ága a 19. század közepére kihalt. Bár Carl Thomas Mozartról gyakran azt rebesgették, hogy egy törvénytelen lánya volt, de a lányról, Costanza Caselláról majdnem teljes bizonyossággal kiderült, hogy egy Milánóban letelepedett katona lánya.

## Főbb művei
- g-moll zongoranégyes, op. 1
- B-dúr hegedű.zongoraszonáta, op. 7
- G-dúr zongoraszonáta, op. 10
- 6 darab fuvolára és két kürtre, op. 11
- Aria buffa „A színigazgató” című Wolfgang Amadeus Mozart operához, op. 13
- Nr. 1-es C-dúr zongoraverseny, op. 14
- F-dúr hegedű-zongoraszonáta, op. 15
- Six Polonaises mélancoliques zongorára, op. 17
- Szonáta gordonkára vagy hegedűre és zongorára, E-dúr, op. 19
- Quatre Polonaises mélancoliques zongorára, op. 22
- Variációk egy Méhul románcra, op. 23
- Két polonéz zongorára, op. 24
- Nr. 2-es Esz-dúr zongoraverseny, op. 25
- „Der erste Frühlingstag”, kantáta szólistára, kórusra és zenekarra, op. 28
- Ünnepi kórus a salzburgi Mozart-emlékmű leleplezésének alkalmából, op. 30
- Szimfóniák
- e-moll rondó fuvolára és zongorára
- Dalok zongorakísérettel